# Баллада о матери
«Баллада о матери» или «Алёшенька» — популярная песня советского композитора Евгения Мартынова на стихи Андрея Дементьева.

## История
Постарела мать за много лет,

А вестей от сына нет и нет.

Но она всё продолжает ждать,

Потому что верит, потому что мать.

И на что надеется она?

Много лет, как кончилась война.

Много лет, как все пришли назад,

Кроме мёртвых, что в земле лежат.

Сколько их в то дальнее село,

Мальчиков безусых, не пришло.

Это было в Грузии. Пожилая грузинка увидела в кадрах военной кинохроники своего сына. Она увидела его молодым, двадцатилетним. Таким, каким она провожала его на фронт. Он пропал без вести. И уже много лет она всё ещё надеется увидеть сына. Я услышал об этом и так был потрясён, что весь день не мог успокоиться. И долго этот рассказ сохранялся в памяти, пока однажды я не написал стихотворение, которое называется «Баллада о матери». А через некоторое время в редакцию журнала «Юность» пришёл молодой человек и представился, что его зовут Евгений Мартынов. Он тогда только что окончил консерваторию. И показал мне песню на эти слова. Так родилась песня «Баллада о матери…».— Андрей Дементьев
Первой исполнительницей песни стала солистка днепропетровского ансамбля «Водограй» Людмила Артеменко, которая представила в 1972 году песню на фестивале «Алло, мы ищем таланты!» В 1973 году на конкурсе артистов эстрады в Минске песня прозвучала в авторском исполнении.
В 1972 году во время гастролей в Москве София Ротару познакомилась с Евгением Мартыновым, который предложил ей несколько песен, в том числе и «Балладу о матери». Песня певице понравилась, и она включила ее в свой репертуар. Песня была также предложена Эдите Пьехе, но после того, как та случайно услышала исполнение Софии Ротару, она отказалась от записи.
В 1974 году песня в исполнении Софии Ротару стала финалистом Песни-74. В том же году была издана на миниальбоме и вошла в третий диск-гигант певицы.
Исполнение песни Софией Ротару, сдержанное, но вместе с тем эмоциональное, многие считают каноническим. Версии с «Песни-74» и альбомная отличаются аранжировками. Студийная версия для альбома и радиофонда записана с участием оркестра «Мелодия» п/у Георгия Гараняна, с которым София Ротару записала большое количество песен периода начала-середины 70-х годов. В заключительном концерте «Песни-74» песня исполнена в сопровождении ЭСО ЦТ и ВР п/у Ю. В. Силантьева, которое несколько отличается от студийной версии более активным участием ударных, более медленным темпом центральной части и вообще, более приближено к авторской аранжировке.
София Ротару активно исполняла «Балладу о матери» до конца 70-х годов. Песня входила во все концертные программы тех лет, часто звучала по радио. Известна съемка для передачи «Служу Советскому Союзу», в которой певица исполняет песню на фоне зимнего заснеженного поля. Сама она вспоминала, что ее сын не смог отделить образа героини песни от образа певицы и постоянно спрашивал: «Мама, почему ты зовешь какого-то Алешеньку? Меня же Руслан зовут». Музыковед Р. Виккерс отмечал, что такое же смешение образов происходило у взрослых слушателей.

## Другие исполнители
«Балладу о матери» также исполняли Евгений Мартынов, Лев Лещенко, Леонид Сметанников, Аида Ведищева, Иосиф Кобзон, Зара. Песня прозвучала третьем сезоне шоу «Голос» в исполнении Валентины Бирюковой. Лев Лещенко записал эту песню для первого альбома-гиганта «Поет Лев Лещенко» (1974). Вариант Лещенко отличается большой эмоциональной сдержанностью и суровостью, несколько необычной для артиста. Сам Евгений Мартынов записал эту песню студийно только в 1977 году, несмотря на то, что регулярно исполнял её в концертах.